# Thepthai Senapong
Thepthai Senapong (tiếng Thái: เทพไท เสนพงศ์; RTGS: Thepthai Senaphong; biệt danh: Kuk; RTGS: Khuek) là một chính trị gia của Đảng Dân chủ Thái Lan, người đại diện cho Nakhon Si Thammarat tại Hạ viện. Ông tốt nghiệp Khoa Luật, Đại học Ramkhamhaeng và bằng thạc sĩ của Viện Quản lý Phát triển Quốc gia (NIDA).
Ông là một người Thái có gốc Hoa.
Ông trở thành nghị sĩ đầu tiên từ cuộc tổng tuyển cử năm 2005 và kể từ đó là nghị sĩ từ năm 2005.
Năm 2009, trước đây ông từng là phát ngôn viên riêng của Thủ tướng Thái Lan Abhisit Vejjajiva.
Giữa năm 2012 2015 và giữa năm 2016, ông là người dẫn chương trình truyền hình cho chương trình trò chuyện chính trị Sai Lor Fah (ส ยล่อฟ้ ยล่อฟ้) diễn ra vào thứ Hai cho đến thứ Sáu lúc 07:00 đến 20:00   với các chính trị gia đồng đảng là Sirichok Sopha và Chavanont Intarakomalyasut.
Ông từng là phó tổng thư ký của Đảng Dân chủ giữa năm 2013 2015. Trong cuộc bầu cử vào ngày 24 tháng 3 năm 2019, ông là ứng cử viên cho cuộc bầu cử ở Nakhon Si Thammarat (khu vực bầu cử thứ ba: Phra Phrom, Chaloem Phra Kiat, Chulabhorn, Cha-uat).